# Kropps10
Kropps10 är en del av HF Kroppskultur Herr, ofta kallat Kropps, laget drivs av spelarna själva och fungerar som föreningens C-Lag. "Always Outnumbered Never Outgunned"

## Historia
Handbollssektionen i GF Kroppskultur grundades 1936, men Kropps10 skapades däremot mycket senare (2010), efter en säsong i division 5 blev klubben klart för division 4 2011/2012.

## Spelartrupp
- Uppdaterad: 24 oktober 2011

| Nr | Land                    | Pos | Namn                     |
| -- | ----------------------- | --- | ------------------------ |
| 1  | Finland                 | MV  | Jonas Rämö               |
| 16 | Sverige                 | MV  | Mikael Krantz            |
| 23 | Bosnien och Hercegovina | V6  | Dino Pinjic              |
| ?  | Sverige                 | V6  | Tobias Bloom             |
| ?  | Sverige                 | V6  | Christoffer Eskilsson    |
| 18 | Estland                 | V6  | Niklas Andersson         |
| ?  | Sverige                 | M6  | Andreas Andersson        |
| ?  | Sverige                 | M6  | Patrik Lislerud          |
| 4  | Sverige                 | M6  | Christoffer Hermansson   |
| 3  | Bosnien och Hercegovina | M6  | Jasmin "Jazz" Alimanović |
| ?  | Sverige                 | H6  | Kim Niklasson            |

| Nr | Land    | Pos | Namn                      |
| -- | ------- | --- | ------------------------- |
| ?  | Sverige | V9  | Patrik "Djuret" Andersson |
| 6  | Sverige | V9  | Tobias Carlberg           |
| ?  | Sverige | V9  | Tobias Jakobsson          |
| ?  | Sverige | V9  | Christian Mossberg        |
| 9  | Sverige | M9  | Jesper "Räkan" Larsson    |
| 7  | Sverige | M9  | Tommy Drottz              |
| ?  | Sverige | M9  | Robin Nilsson             |
| ?  | Sverige | H9  | Johan Stenlund            |
| 14 | Sverige | H9  | Sebastian Brandt          |
| 17 | Sverige | H9  | Martin Eskelinen          |
| 13 | Sverige | M9  | Johan Svanström           |

| Namn            | År             |
| --------------- | -------------- |
| Johan Svanström | 2010–nuvarande |